# UMfolozi
uMfolozi (voormalige Mbonambi Local Municipality) is een gemeente in het Zuid-Afrikaanse district King Cetshwayo.
Mbonambi ligt in de provincie KwaZoeloe-Natal en telt 122.889 inwoners. Het gemeentebestuur is gevestigd in Richardsbaai.

## Hoofdplaatsen
Het nationaal instituut voor de statistiek, Stats SA, deelt sinds de census 2011 deze gemeente in in 45 zogenaamde hoofdplaatsen (main place):
Amalala • Bumbaneni • Ehlabosini • Ekusayeni • Emakwezini • Ematholeni • Emhlanzini • Enhlabosini • Entobozi • Enxebeni • Ezidonini • Ezindzbeni • Fuleni Reserve • Gwabalanda Hlawi • Hlanzeni • Holinyoka • KwaGcoba • Kwamendo • Mabhuyeni • Mahlahuva • Manembeni • Mankwathini • Manzamnyama • Mazawula • Mbonambi • Mbonambi NU • Mfolozane • Mgazini • Mhlana • Ndanyeni • Ngwebu • Nhlabane • Nohaha • Nozambula • Ntoyini • Ntshingimpisi • Ntuthunga • Ntweni • Ntwezi • Nxebeni • Nzalabantu • Obizo • Patane • Sabhuza • Velabandhla.